# チカソー・ブリックタウン・ボールパーク
チカソー・ブリックタウン・ボールパーク（Chickasaw Bricktown Ballpark）は、アメリカのオクラホマ州オクラホマシティにある野球場。ロサンゼルス・ドジャース傘下AAA級オクラホマシティ・コメッツの本拠地である。また、アメリカ中部の大学野球の試合も数多く開催されており、オクラホマ・ステート・カウボーイズ（オクラホマ州立大学）とオクラホマ・スーナーズ（オクラホマ大学）の対抗戦「ベッドラム・シリーズ（Bedlam Series）」全3戦のうち2試合がここで行われている。毎年5月24日から28日の間には、12の大学がアメリカ中部王者をかけて争う「フィリップス66 ビッグ12野球選手権（Phillips 66 Big 12 Baseball Championship）」も開催されている。

## 歴史
1995年、都市開発計画メトロポリタン・エリア・プロジェクト（Metropolitan Area Projects 、略称MAPS）の9つのプロジェクトの先頭を切って建設が開始され、1998年に完成、開場した。
通信業のサウスウエスタン・ベル社が命名権を取得し、球場名がサウスウエスタン・ベル・ブリックタウン・ボールパーク（Southwestern Bell Bricktown Ballpark）となる。
2001年、SBCブリックタウン・ボールパーク（SBC Bricktown Ballpark）に変更。
2006年、AT&T社との合併に伴う企業名変更によりAT&Tブリックタウン・ボールパーク（AT&T Bricktown Ballpark）になった。
2011年、AT&T社はスポーツ市場戦略の再査定の結果、命名権の契約延長を諦め、レッドホークス・フィールド・アット・ブリックタウン（RedHawks Field at Bricktown）に改名。
2012年、ニューカッスル・ゲームセンターが命名権を買収し、ニューカッスル・フィールド・アット・ブリックタウン（Newcastle Field at Bricktown）に改名。しかし改名に対する反対騒動が起こり、わずか1日でチカソー・ブリックタウン・ボールパーク（Chickasaw Bricktown Ballpark）に改名した。